# Cầu Tre
Cầu Tre là một phường cũ từng thuộc quận Ngô Quyền, thành phố Hải Phòng, Việt Nam.

## Địa lý
Phường Cầu Tre có diện tích 0,45 km², dân số năm 2022 là 18.312 người, mật độ dân số đạt 40.693 người/km².

## Lịch sử
Ngày 15 tháng 1 năm 1981, UBND TP. Hải Phòng ban hành Quyết định số 83/QĐ-UBND về việc thành lập phường Cầu Tre thuộc quận Ngô Quyền.
Ngày 20 tháng 7 năm 2022, HĐND TP. Hải Phòng ban hành Nghị quyết số 26/NQ-HĐND về việc:
- Thành lập tổ dân phố số 1 trên cơ sở tổ dân phố số 5 và một phần của tổ dân phố số 13.
- Thành lập tổ dân phố số 2 trên cơ sở 2 tổ dân phố: số 12, số 14, một phần của tổ dân phố số 11 và một phần của tổ dân phố số 13.
- Thành lập tổ dân phố số 3 trên cơ sở 2 tổ dân phố: số 6, số 10 và một phần của tổ dân phố số 11.
- Sáp nhập một phần của tổ dân phố số 3 và tổ dân phố số 9 vào tổ dân phố số 4.
- Thành lập tổ dân phố số 5 trên cơ sở 2 tổ dân phố: số 1, số 2 và một phần của tổ dân phố số 3.
- Thành lập tổ dân phố số 7 trên cơ sở 3 tổ dân phố: số 16, số 25, số 28.
- Thành lập tổ dân phố số 9 trên cơ sở 2 tổ dân phố: số 24, 27 và một phần của tổ dân phố số 23.
- Thành lập tổ dân phố số 10 trên cơ sở tổ dân phố số 26, một phần của tổ dân phố số 18 và một phần của tổ dân phố số 23.
- Thành lập tổ dân phố số 11 trên cơ sở 2 tổ dân phố: số 17, số 19 và một phần của tổ dân phố số 18.

Ngày 16 tháng 6 năm 2025, Ủy ban Thường vụ Quốc hội ban hành nghị quyết sắp xếp đơn vị hành chính cấp xã của thành phố Hải Phòng năm 2025. Theo đó, toàn bộ diện tích tự nhiên, quy mô dân số của Cầu Tre được sắp xếp với toàn bộ diện tích tự nhiên, quy mô dân số của các phường Máy Chai, Vạn Mỹ, một phần diện tích tự nhiên, quy mô dân số của phường Gia Viên và phường Đông Khê thành phường mới có tên gọi là phường Ngô Quyền.